# Jennifer Tipton
Jennifer Tipton (nacida el 11 de septiembre de 1937) es una diseñadora de iluminación estadounidense. Ha diseñado para danza, teatro y ópera. Es conocida por trabajar en muchas producciones del American Ballet Theatre.

## Vida y carrera
Tipton nació en Columbus, Ohio. En 1958, se graduó de la Universidad Cornell. Mientras actuaba como bailarina y maestra de ensayo, notó la importancia de la iluminación y se especializó en iluminación para danza con Thomas R. Skelton, convirtiéndose en su asistente.
Su primer diseño de iluminación fue para Broadway en 1969, con la obra Our Town. Entre sus numerosos premios y nominaciones, ganó el Premio Tony en 1977 como Mejor Diseño de Iluminación por la iluminación en la producción de The Cherry Orchard de Andrei Serban, y el Premio Tony de 1989 a la iluminación de Broadway de Jerome Robbins. También ganó dos veces el premio Drama Desk al mejor diseño de iluminación.
Es conocida por sus diseños para danza y es la diseñadora de iluminación principal de la Paul Taylor Dance Company. Los coreógrafos con los que ha trabajado, incluyen a Mikhail Baryshnikov, Jiří Kylián, Dana Reitz, Jerome Robbins, Paul Taylor, Twyla Tharp, Dan Wagoner y Shen Wei.
Tipton ha diseñado la iluminación de muchas obras para el American Ballet Theatre, comenzando con A Soldier's Tale (1971). Otras producciones en las que trabajó incluyen Amnon V'Tamar, Partita de Bach, Le Baiser de la Fée, Ballet Imperial, Brief Fling, Concierto para violín n.° 1 de Bruch y Bum's Rush .
Ella fue la diseñadora de iluminación para la producción de El Cascanueces de Baryshnikov, tanto para teatro como para televisión.
En 2001, Tipton recibió el Premio Dorothy y Lillian Gish, uno de los premios más importantes de las artes, que se otorga anualmente a "un hombre o una mujer que haya hecho una contribución destacada a la belleza del mundo y al disfrute y la comprensión de la vida por parte de la humanidad".
En enero de 2008, Tipton diseñó una gran exhibición de iluminación para el Centro de Medios Experimentales y Artes Escénicas del Instituto Politécnico Rensselaer en Troy, Nueva York . Fue su primera instalación no teatral.  
En septiembre de 2008, ganó una beca MacArthur, por "expandir los límites visuales de su arte con una iluminación pictórica que evoca emociones y esculpe el movimiento en la danza, el teatro y la ópera."
Se ha desempeñado como Profesora (Adjunta) de Diseño en la Escuela de Drama de Yale desde 1981. Tipton formó a muchos diseñadores de iluminación, incluidos Donald Holder, Christopher Akerlind, Michael Chybowski, ML Geiger y Robert Wierzel. Howell Binkley, ganador del premio Tony 2006, la ayudó desde 2006 y colaboraron durante muchos años.
Un artículo biográfico de 1991 en The New York Times afirmaba que: «Hay quizás una docena de diseñadores de iluminación en el país que trabajan con la suficiente constancia como para mantenerse con su arte, y quizá media docena que son aclamados y solicitados. Entre ellos se encuentra Jennifer Tipton, caracterizada sobre todo por su gusto impecable y cierta precisión y calidad intelectual en su trabajo, que le han valido dos premios Tony, entre otros, durante sus 25 años en el teatro».
En un artículo de The New York Times, Tipton afirmó que: "Siento que la luz es como la música. De una manera abstracta, emocional, no cerebral, no literaria, nos hace sentir, nos hace ver, nos hace pensar, todo sin saber exactamente cómo ni por qué". Habla de cómo probablemente el 99,9% de la audiencia ni siquiera es consciente de ello. Se piensa mucho en la iluminación de un espectáculo, en danza, em actuación, etc., y casi nadie lo aprecia realmente.
Tipton cree que la diferencia más importante con el diseño de iluminación para danza y teatro es que en la danza la oscuridad está prohibida. Hay que ver la danza para saber qué está pasando, pero en el teatro sólo hay que escucharlo. 
Politico describió a Tipton como alguien que veía la luz "como una forma de arte potente, versátil y misteriosa".
En 2018, ella diseñó la iluminación para la obra Matar a un ruiseñor .

## Obras de teatro y premios (selección)
- Matar a un ruiseñor - 2018 - Nominada al premio Tony al mejor diseño de iluminación de una obra
- Casa de muñecas, parte 2 - 2017 - Nominada al premio Tony al mejor diseño de iluminación de una obra
- El Testamento de María - 2013 - Nominada al premio Tony al Mejor Diseño de Iluminación de una Obra
- Spectral Scriabin - 2010 - una colaboración de "pianoteatro" con la pianista Eteri Andjaparidze
- La Bete - 1991 - Nominado al premio Tony al mejor diseño de iluminación
- Broadway de Jerome Robbins - 1989 - Ganadora del premio Tony al mejor diseño de iluminación y del premio Drama Desk al mejor diseño de iluminación
- Largo viaje hacia la noche - 1989 - Ganadora del premio Drama Desk al mejor diseño de iluminación
- Worstward Ho - 1987 - Nominada al premio Drama Desk al mejor diseño de iluminación
- Hamlet - 1986 - Nominada al premio Drama Desk por diseño de iluminación excepcional
- Whoopi Goldberg - 1985 - Nominada al premio Drama Desk al mejor diseño de iluminación
- Damas sofisticadas - 1981 - Nominada al premio Tony al mejor diseño de iluminación
- Lunch Hour - 1981 - Nominada al premio Drama Desk por diseño de iluminación excepcional
- Pechos y abandono - 1979
- El huerto de los cerezos - 1977 - Ganadora del premio Tony al mejor diseño de iluminación y del premio Drama Desk al mejor diseño de iluminación
- Para chicas de color que han considerado el suicidio Cuando el arcoíris es suficiente 1977 - Ganadora del premio Drama Desk al mejor diseño de iluminación [8]